# Javier Sicilia
Javier Sicilia Zardain  , född 30 maj 1956 i Mexico City, är en mexikansk författare.  Sedan 2011 är han känd för sin aktivism efter mordet på sin son och sex andra pojkar i Temixco.
Hans litterära hobby kommer från sin far, och han studerade filosofi vid UNAM.

## Pris
- 1990 - Premio Ariel
- 1993 - Premio Nacional de Literatura José Fuentes Mares
- 2009 - Premio Nacional de Poesía Aguascalientes
- 2011 - Global Exchange People's Choice Award
- 2011 - Presea Corazón de león
- 2011 – Person of the year, Time magazine "[6]
- 2012 - XX Premio "Don Sergio Méndez Arceo"
- 2012 - Premio Voz de los Sin Voz
- 2017 -Premio Pakal de Oro
- 2018 - Reconocimiento Juan Gelman [7]

## Böcker
Diktning
- Permanencia en los puertos (1982)
- La presencia desierta (1985)
- Oro (1990)
- Trinidad (1992)
- Vigilias (1994)
- Resurrección (1995)
- Pascua (2000)
- Lectio (2004)
- Tríptico del Desierto (2009)
- Vestigios (2013)

Prosa
- El bautista (1991)
- El reflejo de lo oscuro F.C.E (1998)
- Viajeros en la noche (1999)
- A través del silencio (2002)
- La confesión (2008)
- El fondo de la noche (2012)
- El deshabitado (2016)